# Камбіль
Камбіль (ісп. Cambil) — муніципалітет в Іспанії, у складі автономної спільноти Андалусія, у провінції Хаен. Населення — 2940 осіб (2010).
Муніципалітет розташований на відстані близько 310 км на південь від Мадрида, 22 км на південний схід від Хаена.
На території муніципалітету розташовані такі населені пункти: (дані про населення за 2010 рік)
- Арбуньєль: 757 осіб
- Камбіль: 2174 особи
- Мата-Бехід: 9 осіб

## Демографія
Динаміка населення (INE ):